# Bengt Petri
Bengt Axel Wilhelm Petri, född 31 maj 1913 i Sundsvall, död 25 mars 2006 i Danderyd, var en svensk jurist.

## Biografi
Petri växte upp i Sundsvall där han avlade studentexamen vid Sundsvalls högre allmänna läroverk 1931.  Efter juris kandidatexamen 1935 vid Uppsala universitet och tingstjänstgöring i Uppsala var han fiskal i Svea hovrätt 1939–1945. Han kom dock snart att främst syssla med utredningar för Justitie- och Kommunikationsdepartementen, och arbete som kommittésekreterare. han var bland annat sekreterare hos utredningsmannen för revision av rattfyllerilagstiftningen 1939–1940 och sekreterare hos brandförsvarsutredningen 1941–1942. 1943–1946 var han knuten till Statens lönekontrollnämnd som dess sekreterare. Petri var biträdande statssekreterare och expeditionschef i Handelsdepartementet 1945–1946 innan han 1947 blev expeditionschef i handelsdepartementet under Gunnar Myrdal. Han var ordförande i 1946 års sakkunniga för exportfrämjande åtgärder och från 1947 ledamot av exportkreditnämnden.
Petri var sedan verkställande direktör i P.A. Norstedt & Söner 1948–1953, i Svenska Bankföreningen 1953–1955 och i Skandiakoncernen 1955–1961.
Han var universitetskansler 1961–1964 och landshövding i Kristianstads län 1964–1979.
Petri var en av initiativtagarna till Studieförbundet Näringsliv och Samhälle. Vid sidan av sin yrkeskarriär var han under olika perioder ordförande i Statens Arkivstyrelse, Statens medicinska forskningsråd, Sverige-Amerikastiftelsen, Institut Tessin i Paris, Svensk-franska forskningsföreningen och styrelseordförande i Millesgården.
Bengt Petri var kusin till statsrådet och hovrättspresidenten Carl Axel Petri.

## Utmärkelser
- Hedersledamot vid Norrlands nation, 1961
- Medicine hedersdoktor vid Lunds universitet, 1969
- Riddare av Nordstjärneorden (RNO), 1972